# 2003年亚洲冬季运动会短道速滑比赛
2003年亚洲冬季运动会短道速滑比赛于2003年2月6日-2003年2月7日在日本青森三泽滑冰馆举行，比赛共分10个单项，男女各5个单项。

## 总奖牌榜
*   主办国家/地区（日本）
| 排名                     | 国家 / 地区              | 金牌 | 銀牌 | 銅牌 | 总计 |
| ------------------------ | ------------------------ | ---- | ---- | ---- | ---- |
| 1                        |                          | 6    | 3    | 5    | 14   |
| 2                        | 中國                     | 4    | 5    | 1    | 10   |
| 3                        | 日本*                    | 0    | 1    | 3    | 4    |
| 4                        |                          | 0    | 1    | 1    | 2    |
| 总计（共4个国家 / 地区） | 总计（共4个国家 / 地区） | 10   | 10   | 10   | 30   |

## 奖牌得主

### 男子
| 項目       | 金牌                                                     | 金牌     | 银牌                                                 | 银牌     | 铜牌                                                           | 铜牌     |
| 500米      | 李佳军 · 中国（CHN）                                     | 43.082   | 西谷岳文 · 日本（JPN）                               | 43.231   | 宋锡雨 · 韩国（KOR）                                           | 43.389   |
| 1000米     | 安贤洙 · 韩国（KOR）                                     | 1:31.142 | 李野 · 中国（CHN）                                   | 1:31.202 | 寺尾悟 · 日本（JPN）                                           | 1:43.499 |
| 1500米     | 安贤洙 · 韩国（KOR）                                     | 2:30.354 | 李佳军 · 中国（CHN）                                 | 2:30.405 | 李承宰 · 韩国（KOR）                                           | 2:30.607 |
| 3000米     | 宋锡雨 · 韩国（KOR）                                     | 5:06.313 | 李承宰 · 韩国（KOR）                                 | 5:06.422 | 李佳军 · 中国（CHN）                                           | 5:06.982 |
| 5000米接力 | 韩国（KOR） · 安贤洙 · 宋锡雨 · 吴世种 · 李承宰 · 吕俊亨 | 7:04.009 | 中国（CHN） · 李野 · 郭伟 · 李佳军 · 李蒿楠 · 刘英宝 | 7:04.039 | 日本（JPN） · 西谷岳文 · 寺尾悟 · 有野美治 · 末吉隼人 · 池智則 | 7:18.344 |

### 女子
| 項目       | 金牌                                            | 金牌     | 银牌                                            | 银牌     | 铜牌                                                        | 铜牌     |
| 500米      | 杨扬 · 中国（CHN）                              | 46.141   | 王濛 · 中国（CHN）                              | 46.242   | 李香美 · 朝鲜（PRK）                                        | 46.323   |
| 1000米     | 杨扬 · 中国（CHN）                              | 1:33.302 | 付天余 · 中国（CHN）                            | 1:33.380 | 赵海利 · 韩国（KOR）                                        | 1:33.451 |
| 1500米     | 崔恩景 · 韩国（KOR）                            | 2:21.707 | 赵海利 · 韩国（KOR）                            | 2:21.771 | 高基铉 · 韩国（KOR）                                        | 2:21.882 |
| 3000米     | 杨扬 · 中国（CHN）                              | 5:06.972 | 崔恩景 · 韩国（KOR）                            | 5:07.793 | 金敏智 · 韩国（KOR）                                        | 5:08.041 |
| 3000米接力 | 韩国（KOR） · 朱敏真 · 崔恩景 · 金敏智 · 赵海利 | 4:26.759 | 朝鲜（PRK） · 李香美 · 尹贞淑 · 郑玉明 · 文顺爱 | 4:27.326 | 日本（JPN） · 勅使川原郁惠 · 神野由佳 · 小泽美夏 · 伊冢洋子 | 4:28.485 |